# Эйлер, Александр Александрович
Алекса́ндр Алекса́ндрович Э́йлер (1855—1920) — русский государственный деятель; подольский губернатор, гофмейстер, сенатор.

## Биография
Родился в Санкт-Петербурге 24 января (5 февраля) 1855 года в православной семье. Происходил из потомственных дворян Московской губернии. Сын полковника Александра Александровича Эйлера (1819—1872) от его брака (с 29 октября 1850) с Надеждой Николаевной Васильчиковой (1823—1876), дочерью штабс-капитана гвардии Николая Васильевича Васильчикова (1790—25.09.1849). Внук генерала от артиллерии Александра Христофровича Эйлера.
В 1880 году окончил юридический факультет Императорского Московского университета со степенью кандидата прав.
Вступил в службу 18 января 1881 года, когда был избран депутатом Волоколамского уезда для составления и продолжения родословных книг. В 1886 году был избран волоколамским уездным предводителем дворянства и состоял в этой должности до 1894 года. В 1893 году был пожалован в камер-юнкеры.
С 12 мая 1894 года занимал пост новгородского вице-губернатора; 14 февраля 1901 года был назначен исполняющим должность подольского губернатора; в следующем году был произведён в действительные статские советники с утверждением в должности. С 1901 года состоял в придворном звании камергера. Кроме того, состоял почетным мировым судьей Волоколамского уезда и Каменецкого округа, почетным попечителем церковно-приходских школ Подольской епархии, а также почётным членом Новгородского губернского статистического комитета.
30 августа 1911 года пожалован был в гофмейстеры и определен к присутствованию во Втором общем собрании Правительствующего Сената.
Землевладелец Волоколамского уезда Московской губернии (родовые 682 десятины при селе Федоровском) и Тульской губернии (родовые 825 десятин).

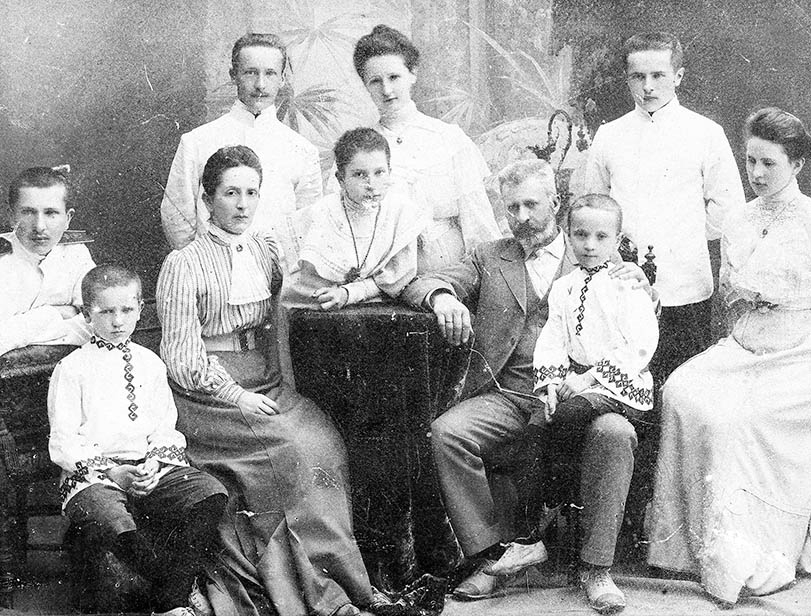
Граф Александр Александрович Эйлер с супругой Софьей Николаевной и детьми

Умер в 1920 году в Москве.

## Семья
С 14 июня 1880 года был женат на княжне Софии Николаевне Оболенской (1857—1932), дочери действительного тайного советника князя Николая Сергеевича Оболенского. Их дети:
- Николай (1882—1932), окончил Московский университет, служил в Министерстве финансов, после революции — инженером-экономистом в советских учреждениях. Умер в Москве.
- Александр (1884—1934), окончил Московский университет, адвокат, член Главного комитета Земского союза. В эмиграции в Болгарии.
- Борис (1887—1943), штабс-капитан, после революции служил в РККА.
- Михаил (1895—1944), окончил Московский университет, экономист. После революции служил в Государственном банке СССР.
- Надежда (1881—1968), вдова камергера Дмитрия Николаевича Шипова[источник не указан 346 дней]. Врач, умерла в 1968 году в Москве.
- Вера (1885—1962), медицинская сестра. В эмиграции в Швейцарии.
- София (1892—1975), в замужестве Мануйлова. Филолог, преподаватель Института иностранных языков в Москве.

## Награды
- Орден Святой Анны 2-й ст. (1895);
- Орден Святого Владимира 3-й ст. (1898);
- Орден Святого Станислава 1-й ст. (1904);
- Орден Святой Анны 1-й ст. (1907).
- медаль «В память коронации императора Александра III» (1883)
- медаль «В память царствования императора Александра III»
- медаль «За труды по первой всеобщей переписи населения»
- медаль «В память 300-летия царствования дома Романовых»